# Brieftaube

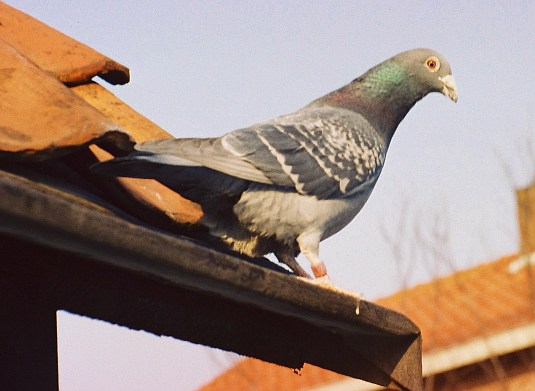
Brieftaube

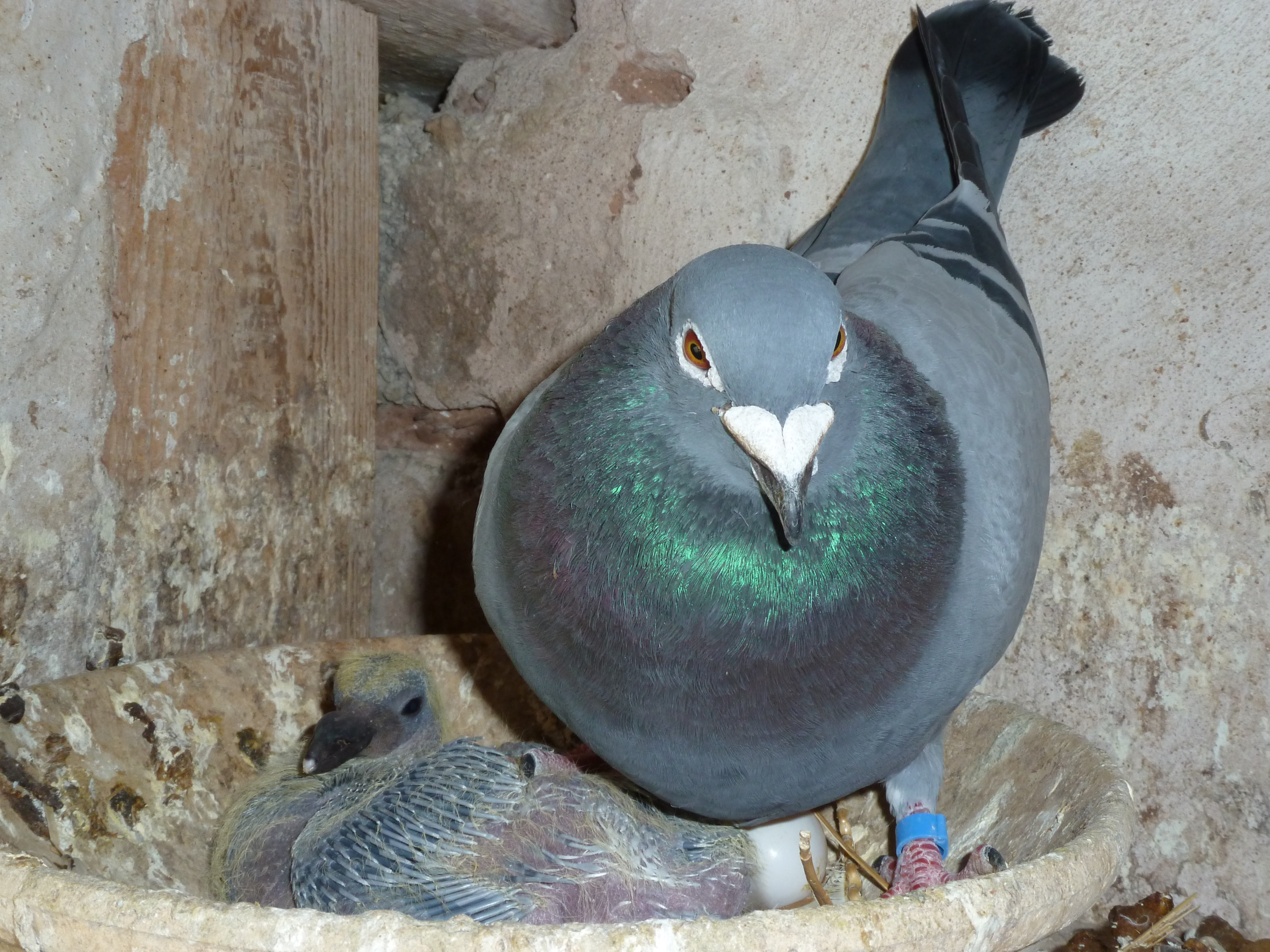
Brieftaubenweibchen mit einem Jungtier

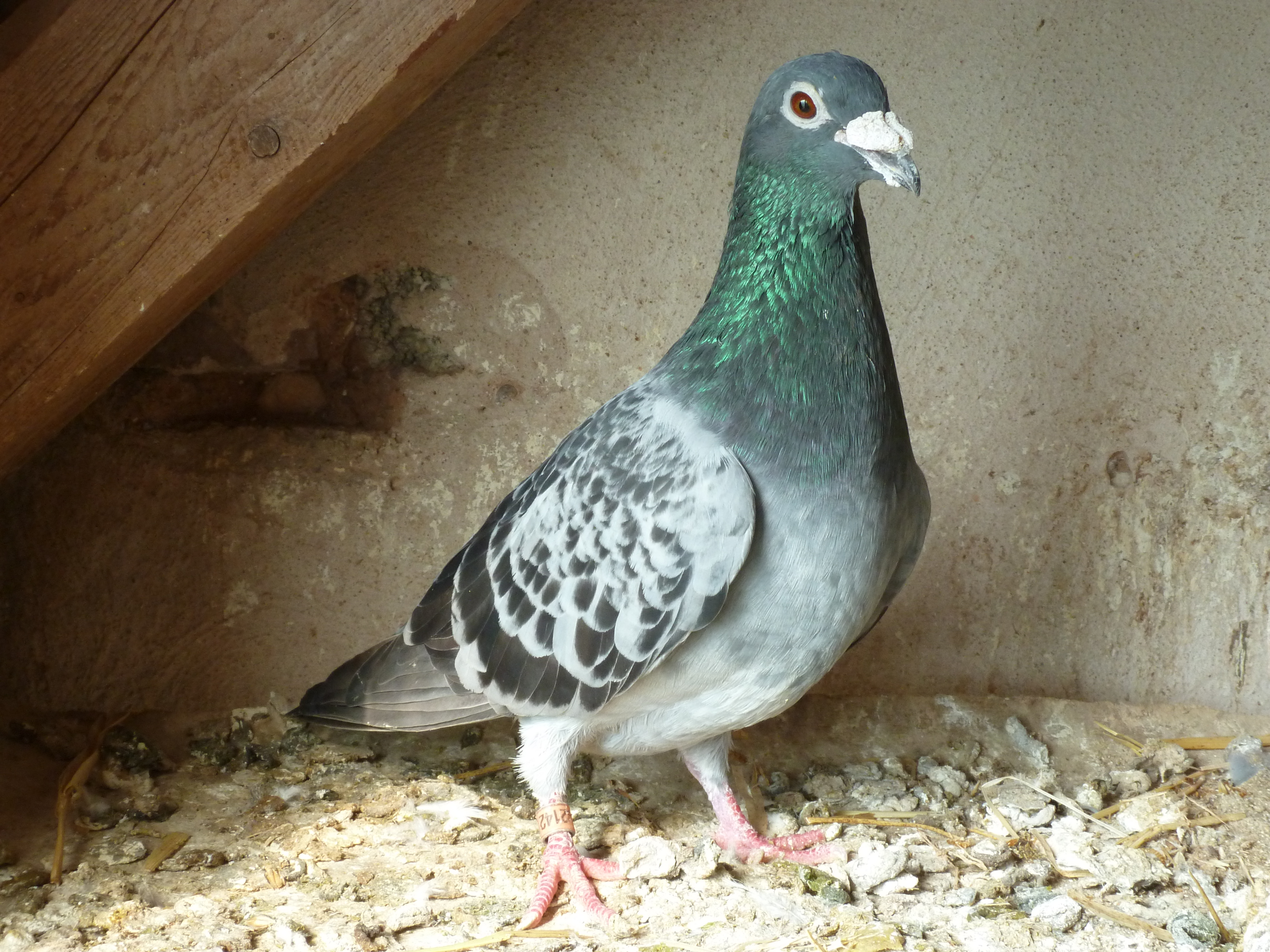
Männchen der Brieftaube

Die Brieftaube ist eine Taubenrasse, die sich durch ihre besondere Orientierung, ihr ausgeprägtes Heimfindevermögen und ihre Fähigkeit, in kürzester Zeit weite Strecken zurückzulegen, auszeichnet. Brieftauben stammen von den Haustauben ab.
Früher wurden Brieftauben verwendet, um Nachrichten zu übermitteln; die Taubenpost war der Anfang der Flugpost. Heute werden die Fähigkeiten der Brieftauben durch die Brieftaubenzucht erhalten. Dazu werden die Brieftauben auf Distanzflügen trainiert. Die Brieftaubenzüchter verstehen ihr Hobby im Allgemeinen als Sport, ähnlich dem Pferde- und Hundesport.

## Nachrichtenübermittlung und Heimfindevermögen

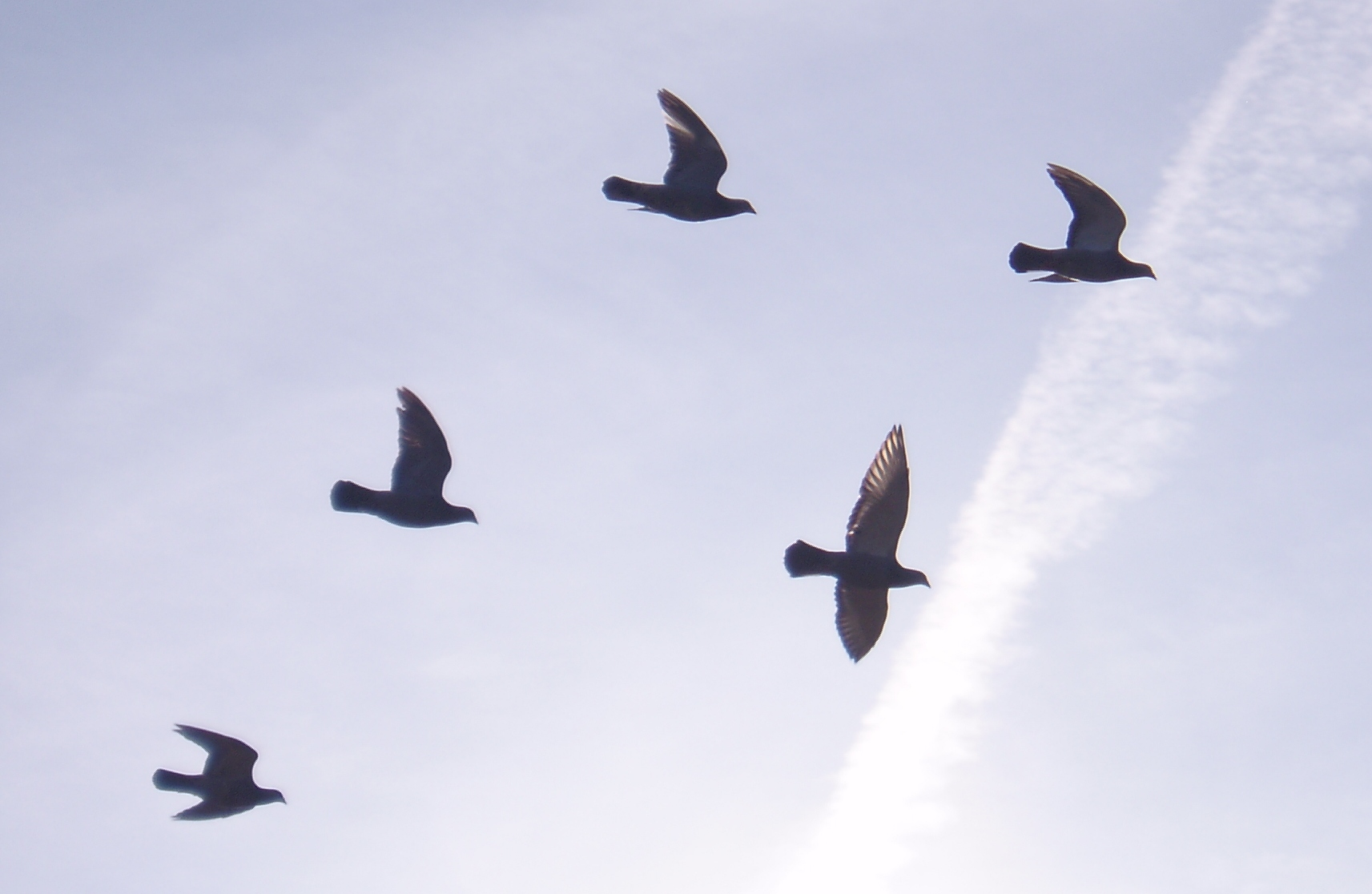
Brieftauben im Anflug auf den Heimatschlag

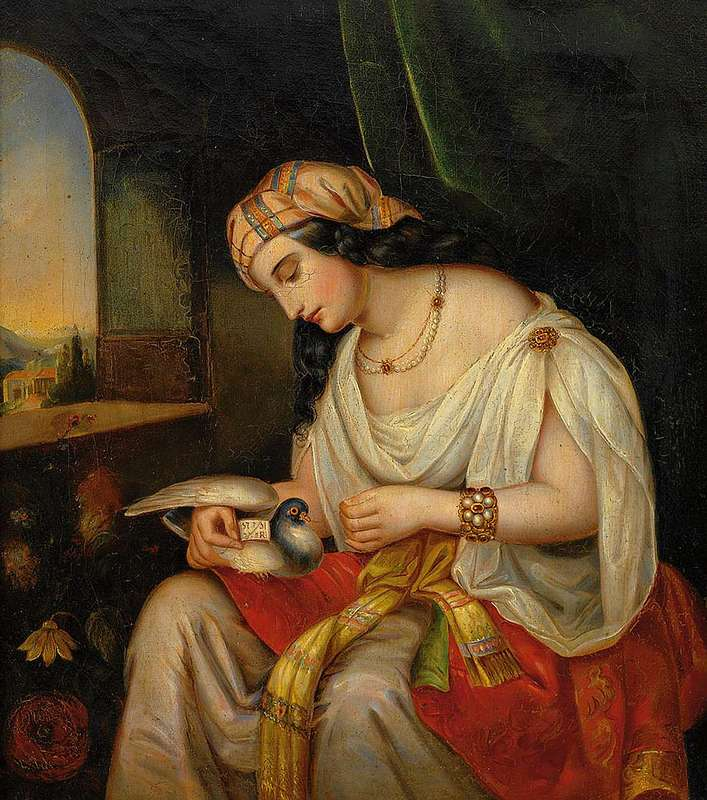
Taubenpost

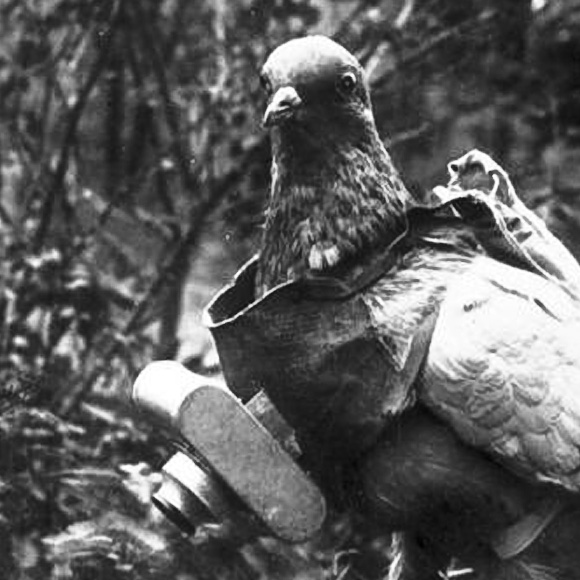
Brieftaubenfotografie, vermutlich während des Ersten Weltkriegs

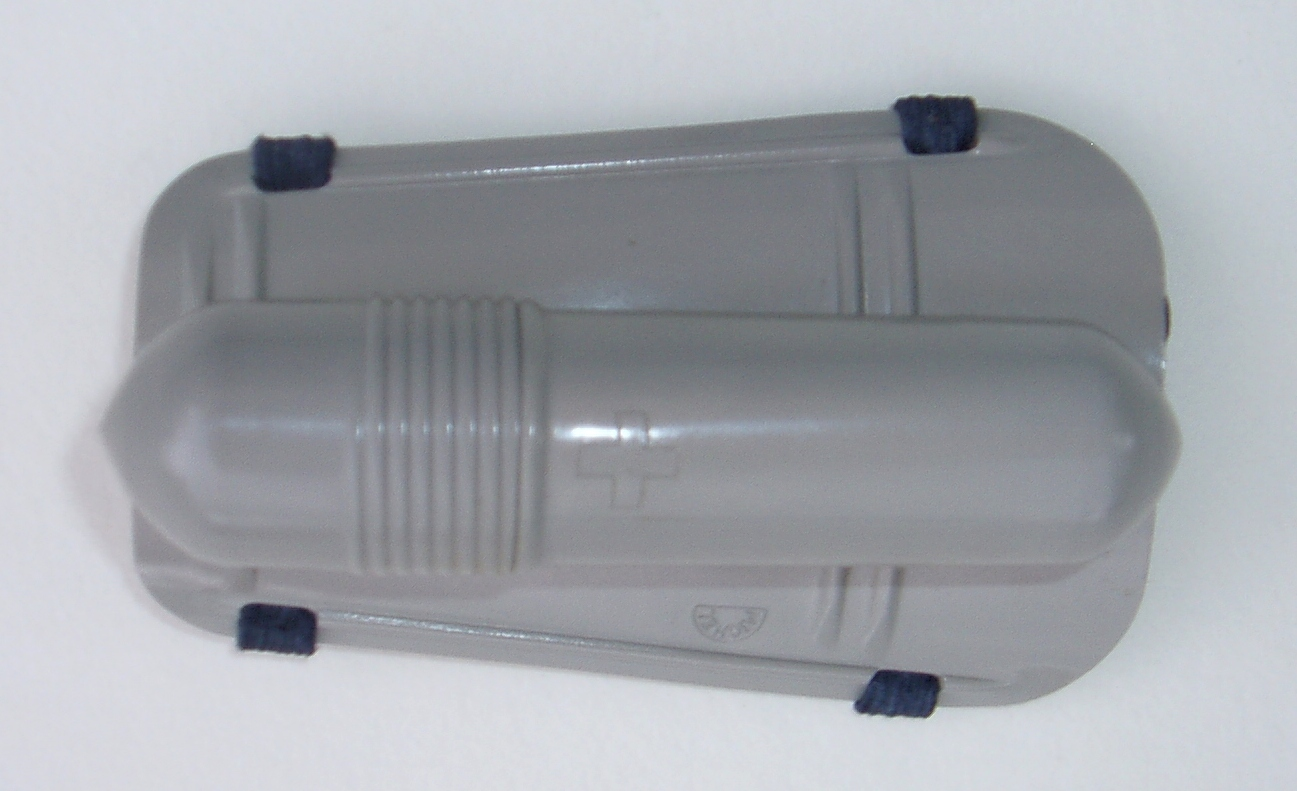
Brieftauben-Rucksack der Schweizer Armee

Zum Transport einer Botschaft muss eine Brieftaube von ihrem Heimatschlag an den Abflugort gebracht werden, wo sie bis zu ihrem Einsatz festgesetzt wird. Die Nachricht wird auf einem zusammengerollten Zettel in einem Behältnis am Fuß oder Rücken der Taube befestigt. Nach dem Auflass fliegt sie zu ihrem Heimatschlag zurück, wo die von ihr mitgebrachte Botschaft in Empfang genommen werden kann.
Eine vollständige Erklärung des Heimfindeverhaltens der Brieftauben ist bis heute noch nicht gefunden. Es wird vermutet, dass Brieftauben wie auch Zugvögel den Stand der Sonne und Sterne sowie das Magnetfeld der Erde als „Kompass“ verwenden können und zusätzlich visuelle Anhaltspunkte nutzen. Bereits Mitte der 1960er Jahre war von Wolfgang Wiltschko bei Rotkehlchen und Haustauben ein Magnetsinn nachgewiesen und im Auge lokalisiert worden, der die Inklination, also den Neigungswinkel der magnetischen Feldlinien relativ zur Erdoberfläche, zur Richtungsfindung nutzt. In den Jahren 2000 und 2001 publizierte Studien wiesen – zunächst bei Tauben – zusätzlich in der Haut des Oberschnabels entdeckte Anhäufungen von sehr kleinen Kristallen nach, die sich mit Hilfe kristallographischer Methoden als superparamagnetisch erwiesen und vom Trigeminus innerviert werden. In Kooperation mit dem Experimentalphysiker Gerald Falkenberg vom Hamburger Synchrotronstrahlungslabor (HASYLAB) am Deutschen Elektronen-Synchrotron wurde das „Schnabelorgan“ 2010 im Sinne eines biologischen Magnetometers interpretiert: Die Strukturen im Oberschnabel der Vögel vermögen demnach die örtlich unterschiedliche Feldstärke des Erdmagnetfelds zu messen und so zum Erzeugen einer „geomagnetischen Landkarte“ beizutragen, während die lichtabhängigen Zellen im Auge die Ausrichtung des Erdmagnetfelds detektieren.
Brieftauben waren vor der Erfindung von Telegrafie und Telefonie die einzige Möglichkeit, Informationen schneller zu übermitteln als durch einen Boten. Zudem konnten Tauben Nachrichten auch ohne Aufsehen über feindliche Stellungen hinweg transportieren. Dazu mussten sie allerdings zuvor vom gewünschten Zielort herbeigeschafft sein, was naturgemäß schwierig war.

Patrouillenkorb mit Brieftauben für Radfahrer und Gebirgstruppen (Schweiz, Erster Weltkrieg)

Historische Beispiele für einen Langstreckeneinsatz von Brieftauben sind die Taubentürme der Republik von Genua im Mittelmeer oder die Übermittlung der Nachricht vom Sieg in der Schlacht von Waterloo am 18. Juni 1815 an die britische Regierung. Reuters begann seinen Pressedienst mit Brieftauben. Vor dem Ersten Weltkrieg versuchten die russische und die britische Regierung, eine Brieftaubenverbindung zwischen Libau und Dünkirchen aufzubauen; dabei sollte Esbjerg in Dänemark als Zwischenstation dienen. Dieser Versuch schlug ebenso fehl wie der einer Linie zwischen Odessa und dem französischen Protektorat Tunis. Auf Kurzstrecken wurden Brieftauben im Grabenkrieg des Ersten Weltkriegs auf deutscher wie auf französischer Seite eingesetzt, wenn Telefon- und Telegrafenleitungen zerstört und optische oder drahtlose Telegrafie ebenso wenig möglich waren wie eine Übermittlung durch Melder.
Die Schweizer Armee etablierte 1917 einen Brieftaubendienst, der 1951 den Fernmeldetruppen angegliedert wurde und seine Basis auf der Armeebrieftaubenstation Sand-Schönbühl (Kanton Bern) hatte. Der Dienstzweig wurde zwar formell schon im Zuge der Armeereform 1995 abgeschafft, doch die Auflösung des Brieftaubendienstes der Schweizer Armee wurde erst 1996 abgeschlossen, nachdem die 30.000 Tauben der neu gegründeten Schweizerischen Brieftaubenstiftung (SBS) als gemeinnützige Organisation übergeben und die Tauben „in die zivilen Lüfte entlassen“ worden waren.
Mit dem Internet Protocol over Avian Carriers existiert seit 1990 ein (scherzhaftes) Netzwerkprotokoll für drahtlose Punkt-zu-Punkt-Verbindungen mittels Brieftauben, das im Jahr 2011 erweitert und damit IPv6-tauglich gemacht wurde.

## Brieftaubensport

### Anfänge
Mutterland des Brieftaubensportes ist Belgien. Hochburgen sind neben Belgien auch die Niederlande und Deutschland, besonders das Ruhrgebiet. Dort heißen die Brieftauben auch Rennpferde des kleinen Mannes, der Taubenzüchter nennt sich Taubenvatta. Dabei können wertvolle Zuchttiere durchaus mehrere tausend Euro kosten.
Ruhrgebiet

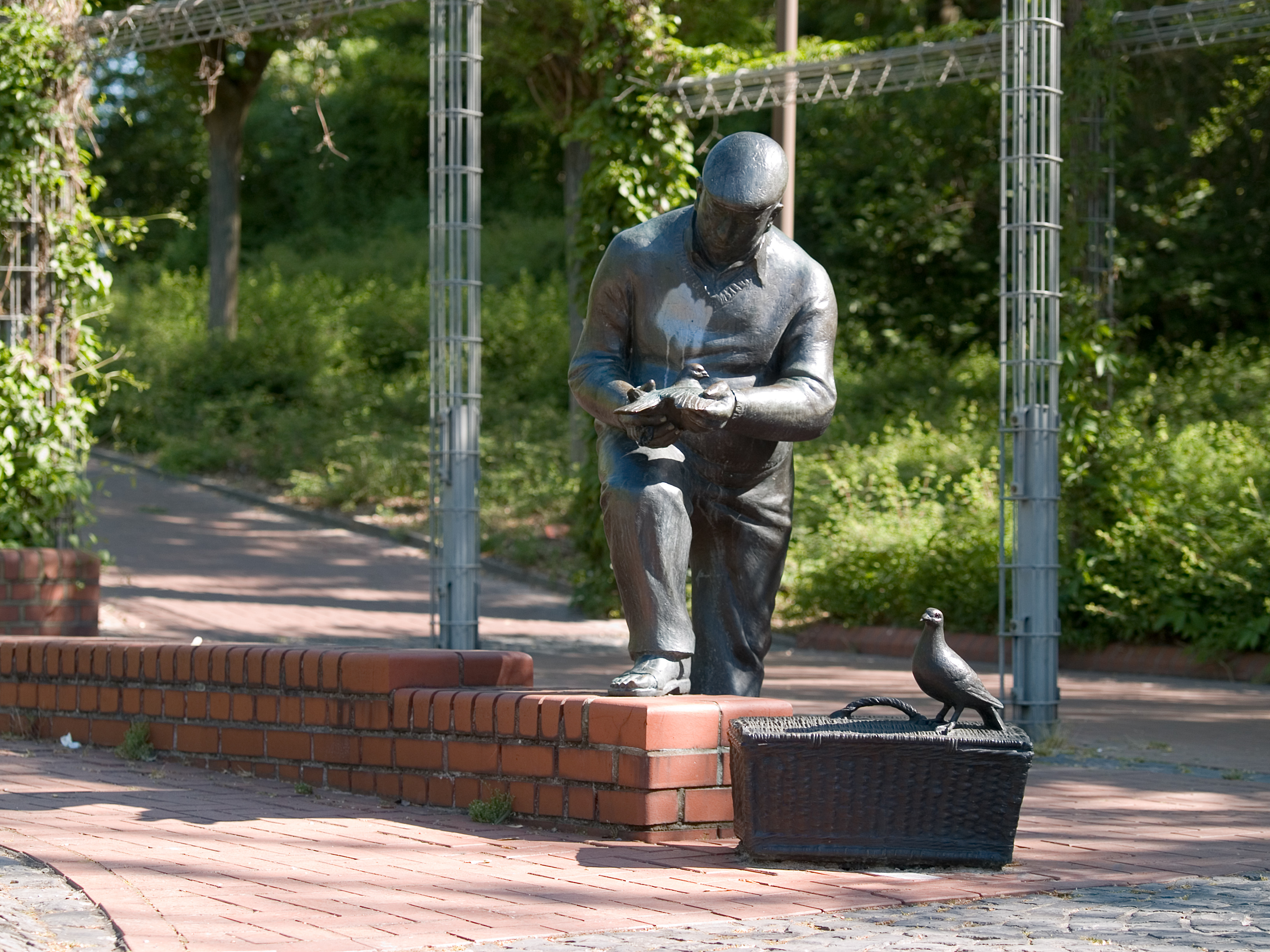
Taubenvatta-Denkmal in Castrop-Rauxel

Die Anfänge des Taubensports im Ruhrgebiet fallen in die 1860er Jahre. Die Zuwanderer aus der Zeit der Industrialisierung, die aus den landwirtschaftlich geprägten Ostprovinzen Preußens kamen, hielten neben anderem Kleinvieh auch Tauben. Die sogenannten Kolonien bestanden aus ein-, anderthalb oder zweistöckigen Häusern mit Ställen, die stellenweise noch heute das Bild der unter Denkmalschutz gestellten Zechensiedlungen prägen. Durch die Konzeption der Siedlungen wurde versucht, an ländliche Elemente anzuknüpfen. So verfügten im Jahre 1900 etwa 86 % der Wohnungen über einen Garten und 96 % über einen Stall. Von etwa 12 % im Jahre 1893 stieg der Anteil der Zechenwohnungen bis zum Jahre 1914 auf 35 %.
Die Taubenhaltung und -zucht erfreute sich großer Beliebtheit, so dass die Brieftaube als „Rennpferd des Bergmanns“ bezeichnet wurde. 1869 gab es in Bochum bereits ein Reisetauben-Sporthaus. Sportliche und patriotische Gründe führten in Bochum im Jahre 1881 zur Gründung der ersten Brieftaubenreisevereinigung für die dortigen vier Vereine. Durch sie wird der Transport der Tauben zu den Auflassorten, besonders bei Weitstreckenflügen, z. B. auch von Königsberg/Preußen, organisiert.
Seit 1905 hat die Brieftaubenreisevereinigung (RV) ihren Sitz in Hattingen. 1891 hatte die RV bereits 24, im Jahre 1895 36, im Jahre 1897 48 und für 1899 meldete das Protokoll, dass 72 über das Ruhrgebiet verteilte Vereine der RV angehören. 1894 geht die Mitgliederzone der RV bereits bis Bottrop, Duisburg-Meiderich, Dortmund, Gladbeck, Moers, Mülheim (Ruhr), Neviges, Velbert, Volmarstein, Vorhalle bei Hagen und Witten. In dieser Zeit gründeten sich weitere Reisevereinigungen. Die drei ältesten Vereinigungen an Rhein und Ruhr sind:
- RV des Rheinisch-Westfälischen-Industriegebiets, gegr. 1881;
- RV Gelsenkirchen 1894;
- RV Essen 1898.

Bereits vor Gründung der RV Gelsenkirchen gab es im Umland drei Brieftaubenvereine:
- Gelsenkirchen-Horst, den Verein 0191
- „Vorwärts“ Rotthausen, in der damals noch selbständigen Gemeinde Rotthausen 1889
- 0208 „Heimkehr“ Gelsenkirchen wurde 1890 gegründet. Er gilt als erster Mitgliedsverein der RV Gelsenkirchen 1894.

Vom deutschen Brieftaubenverband wurde der Verein, dem im Jahre 1890 15 Züchter angehörten, unter der Registriernummer 0208 geführt. 1899 kam es zur Vereinigung der RV Gelsenkirchen 1894 mit einer zweiten Gelsenkirchener Reisevereinigung. Die Vereinigung führte den Namen Reisevereinigung für Gelsenkirchen und Umgegend gegr. 1894.
Bereits seit 1875 wurde in Herne, das damals noch ein bescheidenes Kirchspiel war, in dem die ersten Zechenabteufungen begannen (Shamrock – Mont Cenis), der Brieftaubensport gepflegt. In Herne schlossen sich die Taubenliebhaber zum ältesten Ortsverein, der Heimkehr 011, zusammen. Die Dachorganisation der deutschen Brieftaubenliebhaber, der Verband Deutscher Brieftaubenliebhabervereine, wird im Jahre 1884 gegründet. 1885 hat der Verband schon 68 Mitgliedervereine in Deutschland.
Der erste Taubenverein im Vest Recklinghausen wird 1890 gegründet. Der Name des Vereins lautet zunächst Kriegspost. Die Züchter des Vereins orientieren sich anfangs an der 1894 gegründeten Brieftaubenreisevereinigung Gelsenkirchen und Umgebung 1894 e. V., da es in Recklinghausen und Umgebung keine Reisevereinigung gab. Bereits im ersten Jahrzehnt des 20. Jahrhunderts ist das Ruhrgebiet das Zentrum der deutschen Taubenzucht mit der größten Vereinskonzentration. 1908 besitzt das Ruhrgebiet die meisten Brieftaubenvereine in Deutschland. Der erste Taubenverein im Vest Recklinghausen wird 1890 gegründet. Er trägt später den Namen BZV Vest Recklinghausen 0467 und ist der älteste Brieftaubenverein in einem Bezirk, dem im Jahre 1994 immer noch zwölf Reisevereinigungen angehören. 1896 hat der Verein bereits 24 Mitglieder mit 447 Tauben.
Die Verleihung von Medaillen setzt seinerzeit eine Flugstrecke von über 300 km voraus. Die Angaben stammen aus alten Vereinsprotokollen, das älteste erhaltene stammt vom Dezember 1918, und aus Unterlagen des Archivs des Verbandes Deutscher Brieftaubenliebhaber. Im Jahre 1897 wird der erste Brieftaubenverein im Recklinghäuser Ortsteil Süd mit Namen Blitz gegründet. Die Preisflüge dieser Zeit gehen angepasst an die damalige Bahnverbindung, von Haltern, Appelhülsen, Lengerich oder Lehmförde aus.
Nach wechselvoller Geschichte und unterbrochen von den beiden Weltkriegen, erlebt der Taubensport im Ruhrgebiet mit Beginn der 1950er Jahre und im folgenden Jahrzehnt seine Blütezeit.

### Organisation
Heute werden Brieftauben fast ausschließlich für sportliche Wettbewerbe gehalten und gezüchtet. Die Züchter schließen sich in Brieftaubenzuchtvereinen zusammen, welche wiederum Reisevereinigungen bilden, die den eigentlichen Wettbewerb durchführen. Dachorganisation des Brieftaubensports in Deutschland ist der Verband Deutscher Brieftaubenzüchter e. V. mit Sitz in Essen.

### Wettbewerbe

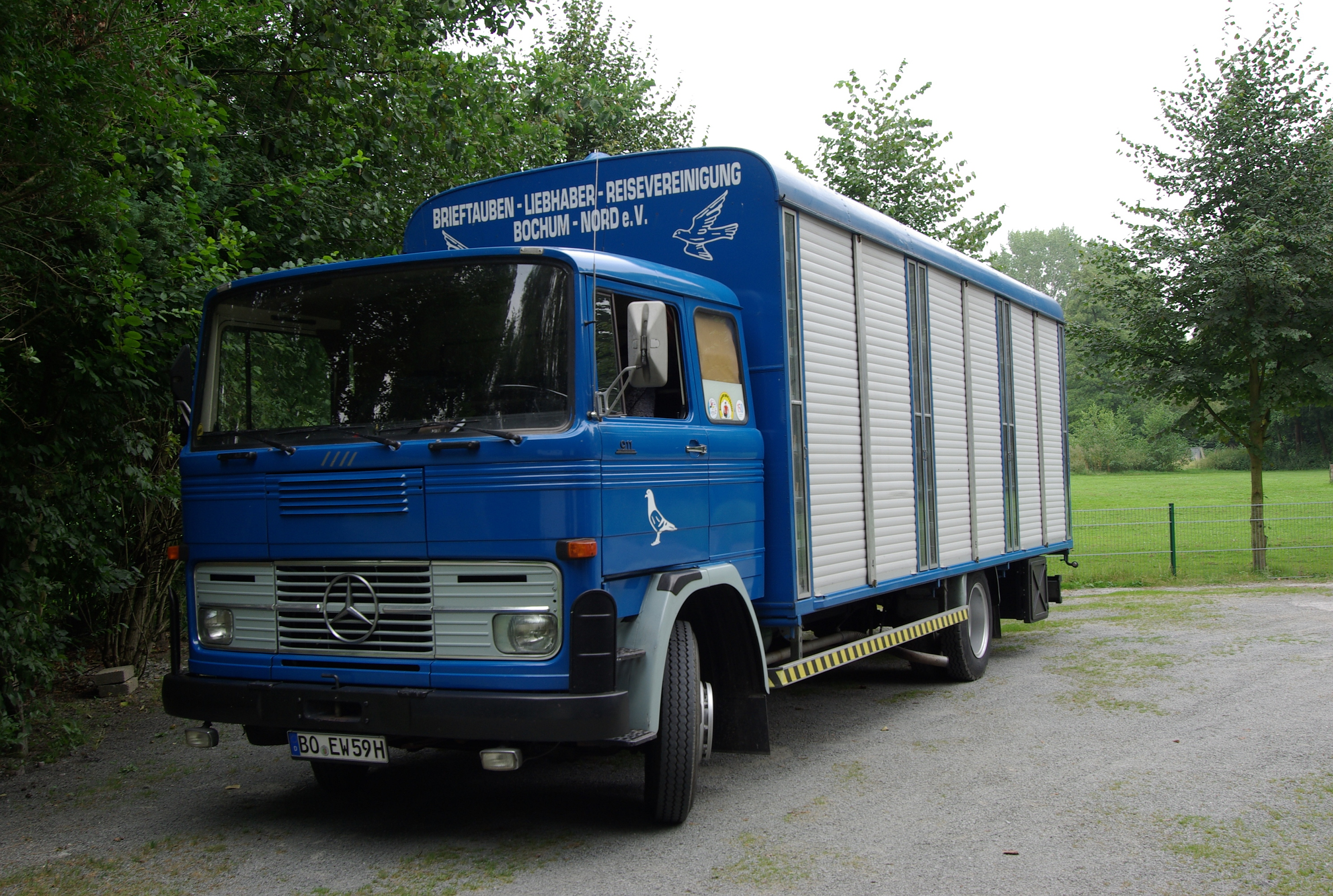
Brieftaubentransporter

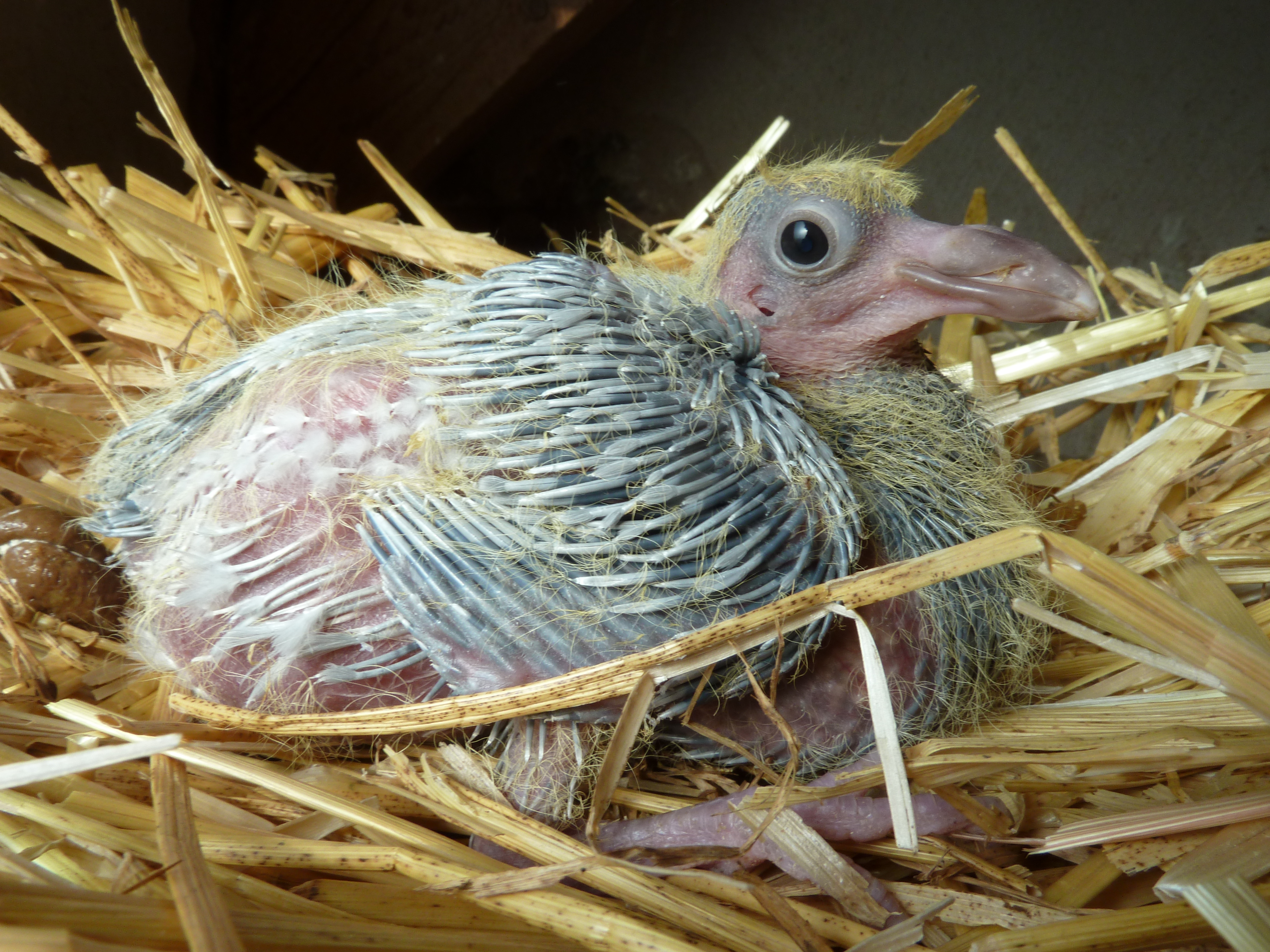
Jungtier der Brieftaube

Bei den Wettbewerben werden die Tauben mit einem Speziallastwagen (Kabinenexpress, kurz Kabi) zu einem etwa 100 bis 650 Kilometer vom Heimatort entfernten Auflassplatz transportiert, von wo sie ihren Heimflug antreten, wenn die Witterungsverhältnisse dies erlauben. Die Auflassentscheidung liegt in der Verantwortung eines vom Verband Deutscher Brieftaubenzüchter zertifizierten Flugleiters, der dazu detaillierte Informationen über die Wetterverhältnisse auf der gesamten Flugstrecke einholt. Bei ungünstigen Wetterverhältnissen, insbesondere bei Regen, Gewitter oder Nebel, wird der Auflass verschoben oder der Flug ganz abgesagt. Die Ankunftszeiten der einzelnen Tiere im heimatlichen Taubenschlag wurden früher mit einer Konstatieruhr registriert. Dazu musste die jeweilige Taube nach ihrer Rückkunft im Taubenschlag eingefangen werden, um  den beim sogenannten Einsetzen angebrachten Gummiring in die Konstatieruhr legen zu können und so die Ankunftszeit zu erfassen. Heute übernimmt diese Aufgabe ein elektronisches Konstatiersystem. Nach dem Wettflug werden die Daten zur Auswertung und Erstellung der Ergebnisliste (Preisliste), in der sich 33 Prozent der eingesetzten Tiere platzieren, an ein Rechenzentrum übergeben.

Ringkennzeichen einer Brieftaube (Beispiel)

Den Zeitraum zwischen der Ankunft der ersten und der letzten Taube, bzw. die einzelnen Platzierungen in der Preisliste, bezeichnen die Taubensportler als Konkurs.
Die Identifikation der einzelnen Taube geschieht mittels eines geschlossenen Nummernringes, der ihr für gewöhnlich in der 2. Lebenswoche am rechten Fuß aufgezogen wird und dort ein Leben lang verbleibt. Die Farben der Ringe wechseln jedes Jahr.

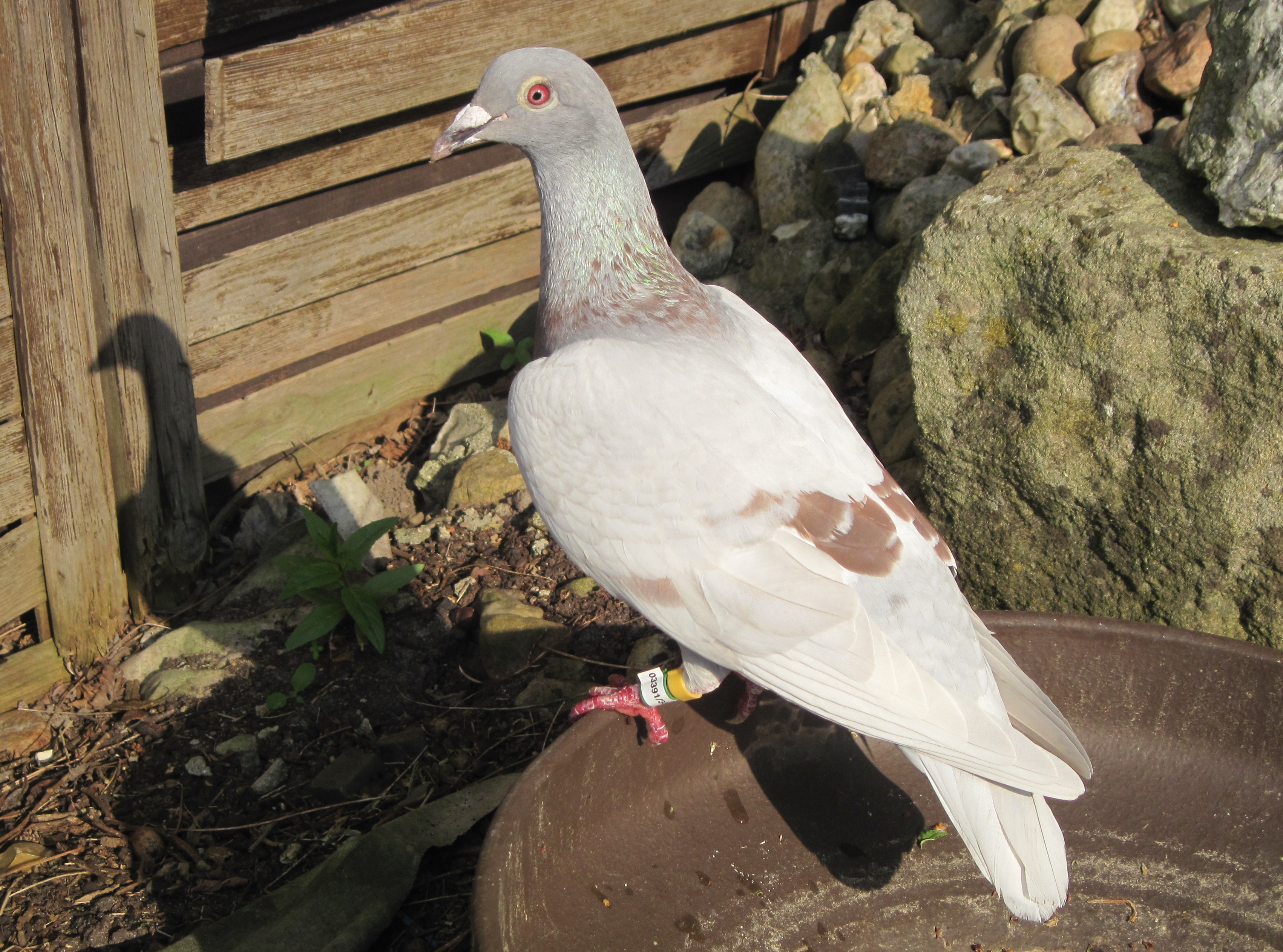
Verirrte Brieftaube im Schrebergarten

Verirrte Brieftauben können mit Hilfe dieser Fußringnummer auf der Website des Verbandes als Zugeflogene gemeldet werden. In der Regel tragen Brieftauben zusätzlich einen Ring mit der Telefonnummer des Eigentümers.
Wettflüge werden sowohl auf nationaler als auch auf internationaler Ebene organisiert. Die Flugsaison reicht für die mehrjährigen, erfahrenen Brieftauben (Alttauben) etwa von April bis Juli und für die Jungtauben von August bis September. In dieser Zeit nehmen die Alttauben an bis zu 14 Distanzflügen teil. Die Jungtauben absolvieren bis zu fünf Distanzflüge. Die Alttauben legen pro Flug Entfernungen von 150 bis 650 km zurück, Jungtauben nur bis zu 400 km. Dabei erreichen sie durchschnittliche Fluggeschwindigkeiten von bis zu 120 km/h.

### Leistungsfähigkeit
Während der Reisesaison mit bis zu 14 Preisflügen benötigen die Tauben Energiereserven, weshalb sie von ihren Züchtern besonders versorgt werden. Diese gewinnen sie größtenteils aus ihren Fettreserven.
Durch Überwachung der Energiereserven mittels Kontrolle der Gewichtszunahme und -abnahme während einer kompletten Flugsaison wurde festgestellt, dass die Tauben im Laufe einer Woche zwischen 25 und 50 Gramm an Gewicht zunehmen können und das gleiche Gewicht während eines Preisfluges verlieren. Für eine optimale Gewichtszunahme in dieser kurzen Frist ist also eine fettreiche Nahrung unerlässlich. Diese besteht zusätzlich aus Sämereien, Hanf und Erdnüssen.
Sollte eine Taube aus verschiedensten Gründen einmal nicht in Form sein, wird sie nicht auf einen Distanzflug geschickt, sondern kann ihren Freiflug am Haus vollziehen. So kann es vorkommen, dass die gesetzten Taubenzahlen auf den Distanzflügen während der Saison stark variieren. Diese Zahlen führen fälschlicherweise oft zu der Annahme, dass Brieftauben auf Distanzflügen verloren gehen. „Setzverluste“ lassen allerdings nur Rückschlüsse auf die gesetzten Tauben zu einem Flug zu, keinesfalls auf „Taubenverluste“.

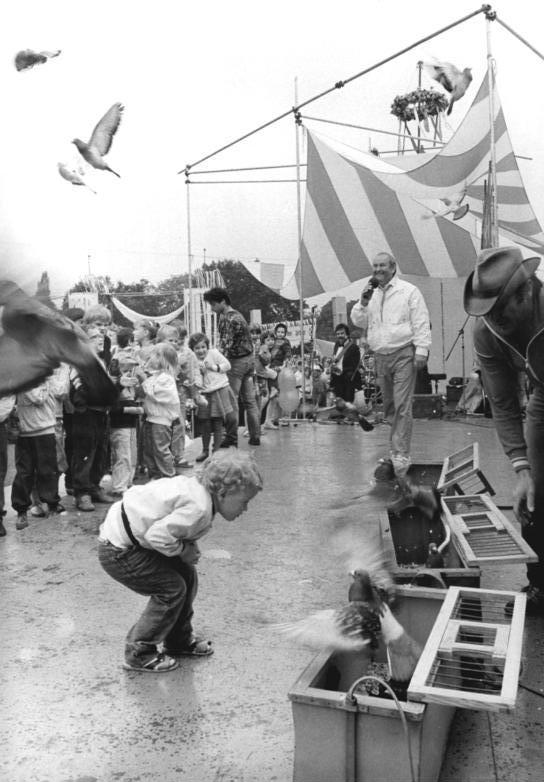
Taubenauflass als Programmpunkt eines großen Gartenfestes anlässlich des 750-jährigen Stadtjubiläums Berlins, 1987

### Kritik
Diverse Tierschutzorganisationen kritisieren die Praxis des Brieftaubensportes. Hunderttausende Tauben verenden jedes Jahr bei Wettflügen, können aufgrund von Verletzungen die Wettkämpfe nicht beenden oder stranden in den Städten und schließen sich den Stadttauben an. Die Tierschutzorganisationen weisen darauf hin, dass jedes Jahr während der „Reisesaison“ zahlreiche Brieftauben in Tierschutzeinrichtungen abgegeben oder von der Feuerwehr und ehrenamtlichen Tierrettern von privaten Balkonen und Dächern gerettet werden. Der Brieftaubensport trägt also dazu bei, dass die Stadttaubenpopulationen stetig wachsen, und verursacht zudem Kosten bei Rettungseinsätzen der Berufsfeuerwehr sowie bei der Unterbringung in städtischen Tierschutzeinrichtungen und gemeinnützigen bzw. privaten Tierpflegeeinrichtungen. Ebenfalls zu erwähnen ist, dass Brieftauben, die schlechte Wettkampfleistungen erbringen, von den Züchtern zum Teil getötet werden, um wieder Platz für eventuell erfolgreicheren Nachwuchs zu schaffen.

## Auflasstauben
Einige Brieftaubenzüchter halten auch sogenannte Auflasstauben und zahme Handtauben, die zu verschiedensten Anlässen, wie Hochzeitsfeiern, Taufen, Beerdigungen oder Jubiläen, gebucht werden können. Besonders weiße Tauben sind beliebt, da die Farbe Weiß vielfach positiv assoziiert wird. Die Taube ist Symbol für Frieden und wurde während der Eröffnungsfeiern Olympischer Spiele von 1920 bis 1988 aufgelassen. In Fernsehsendungen, wie „Traumhochzeit“, wurden Taubenauflässe im Rahmen von Hochzeitsshows für ein Massenpublikum inszeniert.
Die Zucht blütenweißer Tauben mit einem ausreichend guten Heimfindevermögen ist nicht einfach. Durch Kreuzung verlieren die Tauben oft an Orientierungsfähigkeit, insbesondere bei großen Entfernungen oder schlechten Wetterbedingungen. Sie werden daher nicht als Reisetauben in Wettbewerben eingesetzt, sondern ausschließlich als Auflasstauben und/oder Handtauben von Anbietern für Hochzeitstauben vermarktet.
Bei den registrierten Auflasstaubenanbietern (Hochzeitstaubenanbietern), zertifiziert durch eine nach §11 des Tierschutzgesetzes erteilte Sondergenehmigung durch das Veterinäramt, wird sichergestellt, dass es sich ausnahmslos bei den Hochzeitstauben um Reisetauben handelt, die direkt nach Hause fliegen. Das Auflassen der Hochzeitstauben mit dieser Genehmigung ist ausdrücklich erlaubt. Die Flüge finden hierbei nur unter optimalen Wetterbedingungen und nur auf ganz kurzen Entfernungen statt. Das Wohlbefinden der Reisetauben steht an erster Stelle.
Tierschützer kritisieren, dass Hochzeitstauben erheblichem Stress ausgesetzt werden und dadurch Tierleid gefördert wird. Sie berichten, dass viele Hochzeitstauben aufgrund ihres schlechteren Orientierungssinnes nicht zu ihrem Heimatschlag zurückfinden. Es gibt jedes Jahr zahlreiche Funde von ausgehungerten und orientierungslosen weißen Tauben, die in der Natur nicht allein zurechtkommen. Besonders makaber ist das Vorgehen mancher Züchter, die Paare von Tauben trennen, damit diese einen stärkeren Heimkehrwillen zeigen. Dieses Vorgehen ist im Übrigen auch bei Brieftauben als Vorbereitung für die Preisflüge üblich. Aus Tierschutzgründen sollte die Buchung von Auflasstauben deshalb unbedingt unterlassen werden.

## Feinde
In weiten Teilen Europas ist die Brieftaube zur Zeit der Wettflüge eine Hauptbeute des Wanderfalken.
Auch Habichte können große Schäden in Brieftaubenbeständen anrichten. Während der Wanderfalke seine Beute bevorzugt im freien Luftraum schlägt, greift der Habicht die Tauben häufig direkt in Schlagnähe an und verfolgt sie manchmal sogar bis in den Taubenschlag. Auch das ähnlich jagende, aber kleinere Sperberweibchen kann den Brieftauben gefährlich werden.
Gelingt es einem Steinmarder, in einen Taubenschlag einzudringen, kann dies schwere Folgen haben und nicht selten zum Tod sämtlicher Tauben im Schlag führen.

## Brieftauben im militärischen Einsatz
Brieftauben dienten für Meldzwecke lange im Armeedienst. So unterhielt die Schweizer Armee bis 1995 den gekaderten Brieftaubendienst für Fernmeldezwecke. Frankreich unterhält als letztes europäisches Land, im 8. Fernmelderegiment knapp 200 Militärtauben, um im Notfall kommunizieren zu können, für Zeremonien und Wettbewerbe. Brieftauben sind dabei nicht ein einseitiger Meldeweg aus dem Einsatzgebiet, sondern können auch im Zwei-Wege-Verfahren eingesetzt werden, wenn Brieftauben des Heimatschlages im Einsatzgebiet immer wieder zum Einsatzstab mit Kurierflügen verbracht und über mehrere hundert Kilometer eingesetzt werden. Dieses Meldmittel war vor 1930 in vielen Armeen üblich.

## Sonstiges

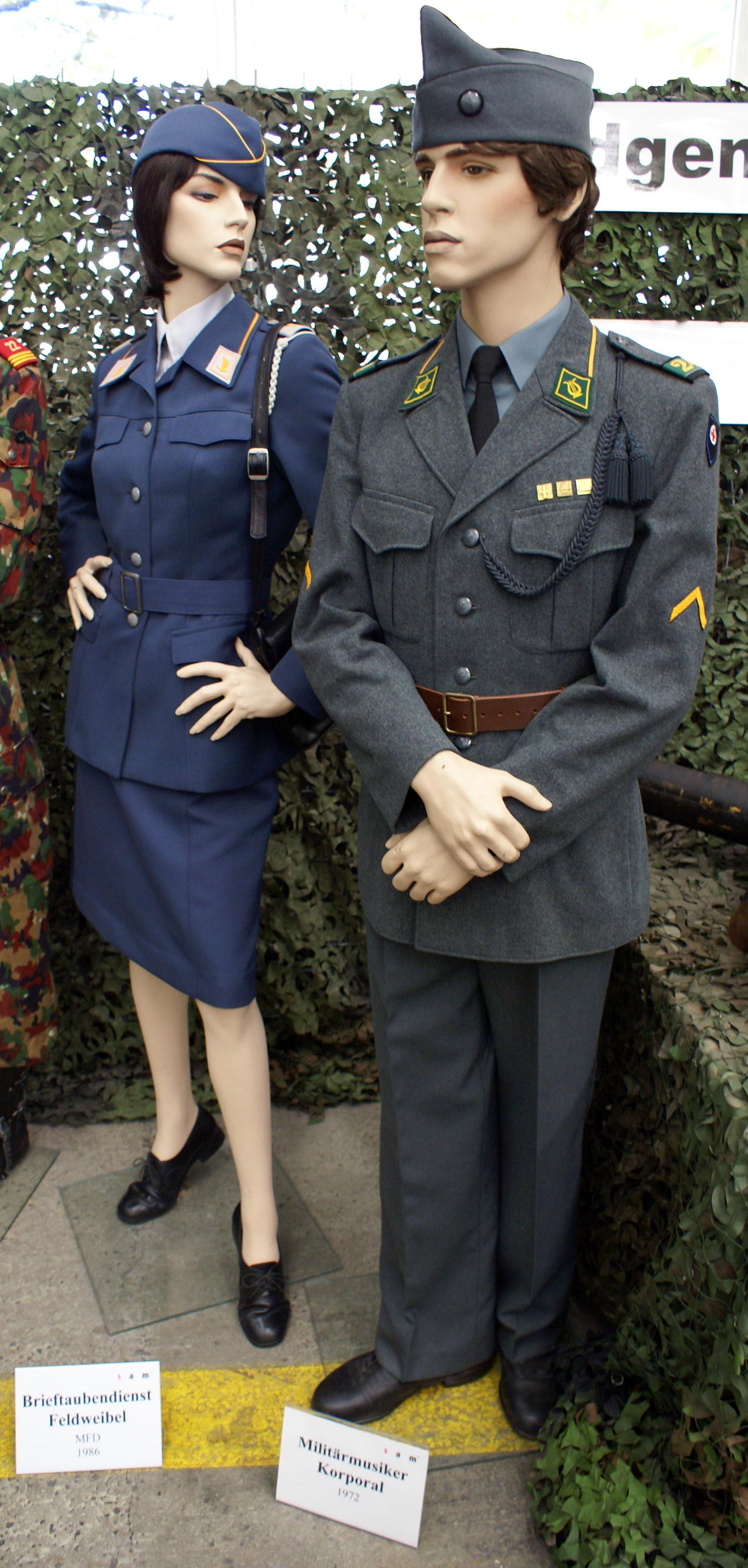
Feldweibel (MFD) des Brieftaubendienstes der Schweizer Armee, Uniform von 1986 (links)

- Charles-Louis Havas, Pionier und Gründer der weltweit ersten Nachrichtenagentur, hatte bereits Mitte der 1830er Jahre Brieftaubenlinien zwischen London, Brüssel und Paris etabliert. Die Tauben flogen mit den neuesten Nachrichten und den Morgenpreisen der Londoner Börse jeden Morgen um 8 Uhr von London nach Paris, wo sie sechs Stunden später bei Havas landeten. So konnte Havas jeden Tag ab 14 Uhr als erster die neuesten Nachrichten und Börsenkurse aus England an Interessierte verkaufen.[13]
- Paul Julius Reuter, Gründer der Nachrichtenagentur Reuters und ehemaliger Angestellter von Charles-Louis Havas, transportierte ab 1850 mit Brieftauben Nachrichten zwischen Aachen und Brüssel.
- Jules Verne beschreibt in seinem Roman Mathias Sandorf (1885) die Entschlüsselung einer von Brieftauben übermittelten Botschaft.
- Cher Ami († 1919) war eine berühmte Brieftaube des US Army Signal Corps in Frankreich zur Zeit des Ersten Weltkrieges.
- G.I. Joe war eine Brieftaube des US Army Signal Corps zur Zeit des Zweiten Weltkrieges.
- Das Internet-Dokument RFC 1149[14] beschreibt, wie ein IP-Netzwerkprotokoll mittels Brieftauben zu implementieren sei. Obgleich als Scherz gedacht, wurde es 2001 von einer norwegischen Linux-Gruppe umgesetzt (siehe auch Internet Protocol over Avian Carriers).
- 1997 löste die Schweizer Armee den militärischen Brieftaubendienst auf. Dessen Angehörige hatten eine goldene Brieftaube auf silbergrauem Grund als Kragenspiegel.
- Die Volksrepublik China verfügt über eine 10.000 Tauben umfassende Brieftaubenarmee.[15]
- Der deutsche Autor Hermann Schulz thematisiert in Sonnennebel die Bedeutung von Brieftauben im westlichen Ruhrgebiet, Rheinkamp, Anfang der 1950er Jahre. In dem Coming-of-age-Roman erlebt der Protagonist Alfred die Nachkriegszeit in einer Kleinstadt, mit ihren faschistisch geprägten Polizisten, einem stets besoffenen Lehrer, vielen Landwirten, aber auch mit einem einzelnen, älteren antifaschistischen Polizisten und mit einer sympathischen Frau aus dem niederrheinischen Kleinst-Adel, der realen Huberta von der Leyen. Der Brieftaubensport hilft ihm im Besonderen, Kontakte zu erwachsenen Männern, schwer arbeitenden, aber auch alkoholgefährdeten Bergleuten, zu erleben und altersentsprechend zu reflektieren, er ist 15 Jahre alt.

## Philatelistisches
Mit dem Erstausgabetag 2. Dezember 2021 gab die Deutsche Post AG ein Postwertzeichen im Nennwert von 85 Eurocent mit dem Motiv einer Brieftaube in Papierfaltetechnik in der Dauerserie Welt der Briefe heraus. Der Entwurf stammt von der Grafikerin Bettina Walter aus Bonn.